# Conceição de Macabu

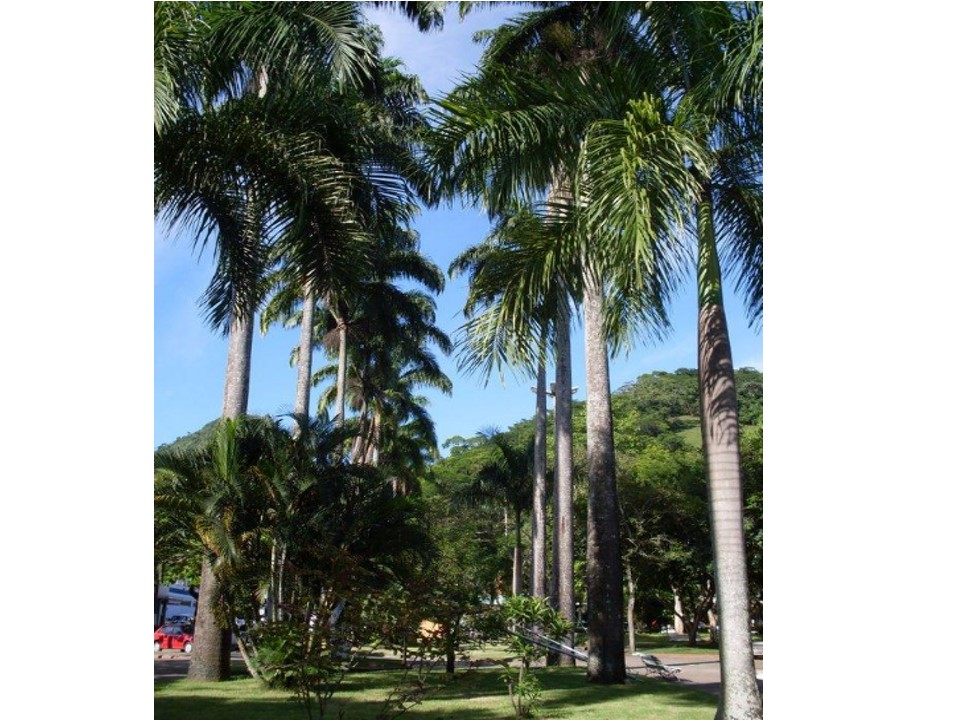
Alameda de palmeiras imperiais plantadas pelo paisagista Roberto Burle-Marx na Praça Dr, José Bonifácio Tassara em Conceição de Macabu.

Conceição de Macabu é um município brasileiro do Estado do Rio de Janeiro, situado a 227 km da capital fluminense. Sua população estimada para 2020 é de 23.551 habitantes, sua área é de 348,328 km², e está situado na região Norte Fluminense. Suas coordenadas geográficas são 22° 05' 06" S 41° 52' 04" O. Divide-se internamente em dois distritos: Conceição de Macabu, 1º distrito e sede do município; e Macabuzinho, segundo distrito. É conhecida como a “Cidade Simpatia”, alcunha que lhe foi conferida pelo paisagista Roberto Burle-Marx em 1957.

## Etimologia
Conceição de Macabu é a junção de Nossa Senhora da Conceição, a Padroeira, com Rio Macabu, principal curso hídrico do município.
Embora o Rio Macabu conste de documentos Históricos desde o século XVII, quando foi descrito pelos Sete Capitães em sua primeira viagem ao Norte Fluminense. A união dos dois termos só ocorreu em 6 de outubro de 1855, quando a Lei Provincial 812 criou a Freguesia de Nossa Senhora da Conceição de Macabu.
Há três versões para a palavra Macabu, sendo a primeira mais aceita:
1.	Seria um termo da Língua Geral, significando “rio das macaúbas”, uma referência a macaúba (Acrocomia aculeata), uma palmeira comum na região.
2.	Macabu seria uma corruptela de Macacu, criada quando os Sete Capitães o descobriram e batizaram, por acharem-no Rio Macabu parecido com o Rio Macacu. Essa informação consta do "Roteiro dos Sete Capitães, cujo título original era "Descrição que faz o capitão Miguel Aires Maldonado e o capitão José de Castilho Pinto e seus companheiros dos trabalhos e fadigas das suas vidas, que tiveram nas conquistas da capitania do Rio de Janeiro e São Vicente, com a gentilidade e com os piratas nesta costa”, onde se lê a seguinte narrativa:
“...atravessando parte da Lagoa Feia até ao oeste, aonde passou por uns chavascais em direitura a um rio que topamos da parte do oeste, ao qual lhe demos o apelido de Macabu, derivado do rio Macacu, nas vizinhanças do Rio de Janeiro...”.
3.	Significa “barulho bom”, do idioma Tupi, segundo o projeto de mesmo nome da Banda Blues Etílicos.

## Geografia

### Área e Localização
O município tem área de 349,211 Km² , está localizado na região Norte Fluminense, Estado do Rio de Janeiro, fazendo limites a Leste com Quissamã  e Carapebus, a Oeste com Trajano de Morais, ao Norte com Campos dos Goytacazes e Santa Maria Madalena e, ao Sul e Sodoeste, com Macaé.
Suas coordenadas geográficas são 22°05’06” de latitude Sul, e 41°51’04” de longitude Oeste, determinadas para a sede do município, tendo por base a Estação Ferroviária, que também é referência para determinação da altitude média da sede, cerca de 39 metros.

### Relevo
Situado entre a Planície Litorânea e a Serra do Mar, apresenta duas regiões distintas, divididos entre as parcelas ocidental e oriental do município: Relevo da Parte Ocidental e o Relevo da Parte Oriental. 
- Relevo da Parte Ocidental compreende os patamares e a Serra do Mar, com aspecto movimentado e vários níveis de altitude no sentido sudeste-nordeste.[20] É nesta parte do município que se encontram as maiores altitudes, chegando a 959 metros.
- Relevo da Parte Oriental compreende a transição entre a Planície Litorânea e os tabuleiros de Quissamã. Nessa região encontram-se de morros de altitudes regulares até planícies aluviais com as mais baixas altitudes do município, chegando no máximo a 4 metros.[21]
- Serras (metros)[22][19]: a - Santo Antônio – 876/900m; b - Santo Agostinho – 900m; c - Santa Catarina (Curato) – 680m; d - Pico do Periquito – 500m; e - São João I – 740m; f - Sobra de Terras – 960m; g - Pedra Branca – 884/898m; h - São Tomé – 953m; i - Boa Esperança – 520/607/740m; j - Procura – 524m; k - São Pedro – 624m; l - Amorosa/Carukango – 590/560/740m; m - Pão-de-Açucar – 300m; n - Gaivota – 450/470m; o - São João II – 978m:
- Morros (metros)[22][19]: a- Cemitério – 100m; b- Chalé – 114/109m; c- Biju – 120m; d- Poaia – 150m; e- Parabólica – 165m;
- Planícies (metros)[22][19]: a- Macabu – 20/04m; b- Macabuzinho-Macabu – 38/10m; c- Do Meio – 20/06m; d- Santa Catarina – 35/10m; e- São Pedro – 30/05m; f- Aduelas – 29/06m.

### Hidrografia
O município se situa entre duas bacias hidrográficas, a maior e mais importante, do rio Macabu, ao Norte; a do rio Macaé, ao Sul.
- Bacia Hidrográfica do Rio Macabu: A bacia do rio Macabu tem como principais rios afluentes no município, o Macabuzinho, o do Meio, Santa Catarina e Carukango.[24]
- Bacia Hidrográfica do Rio Macaé: A bacia do rio Macaé está presente na região pelo Rio São Pedro e seus afluentes, os rios Aduelas, Santo Antônio e São Jorge.[24]

#### Bacia Hidrográfica do Rio Macabu
O Rio Macabu nasce na Serra do Macabu, no município de Trajano de Moraes, a uma altitude superior a 1.200 metros, distante 40 Km de sua nascente principal, que o rio Macabu, represado, forma o lago da Hidrelétrica do Macabu, com 11 Km de comprimento por até 500 metros de largura. Suas águas são desviadas por aqueduto artificial subterrâneo até o distrito macaense de Glicério, onde sua força mecânica é transformada em elétrica. Suas águas são, portanto, desviadas para o rio Duas Barras, seguindo para o Rio São Pedro, e deste para o Rio Macaé. Com suas águas desviadas para outra bacia hidrográfica, o Macabu desaparece por 5 Km, depois da barragem de concreto próximo a Sodrelândia, onde é visível o leito seco do rio, que renasce através das águas de pequenos córregos, novamente transformando-se em rio, na verdade renascendo, o que nos faz pensar em dois rios Macabu, separados pela barragem. Após quilômetros precipita-se, então, em sua maior e mais bela cachoeira: a da Fumaça, de onde vai encontrar-se com seu primeiro rio afluente, o Carukango, já em terras de Conceição de Macabu, Santa Maria Madalena e Trajano de Moraes. A partir daí, o Rio Macabu perde as características de curso hídrico encachoeirando, tornando-se um rio de planície ou de aluvião, moldando-se ao extenso e fértil vale, que o acompanhará até  próximo da Lagoa Feia, entre Campos e Quissamã, onde tem sua foz.

#### Bacia Hidrográfica do Rio São Pedro

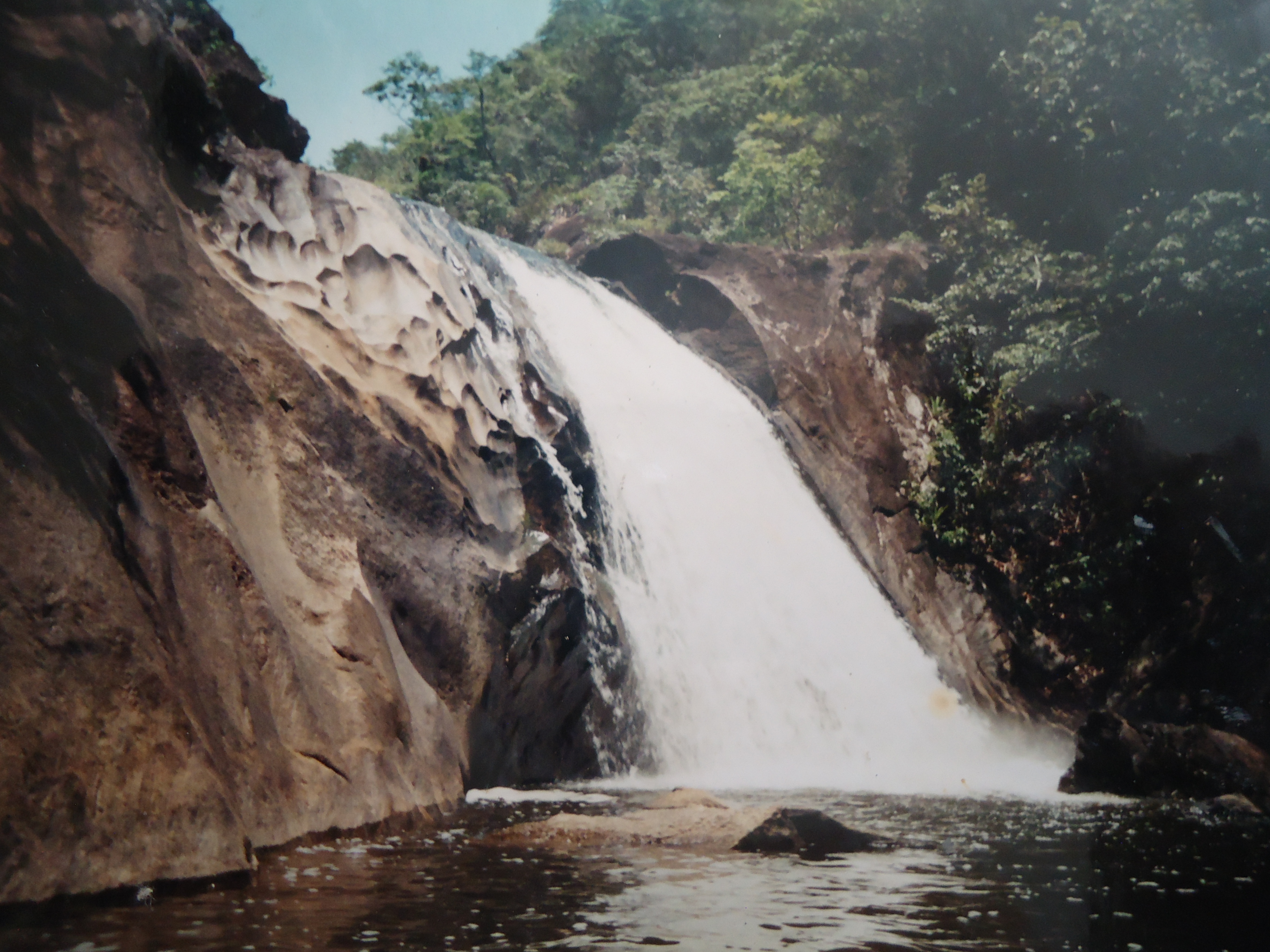
Mais conhecida cachoeira do Rio Macabu e uma das principais cascatas de Conceição de Macabu: Cachoeira da Fumaça

O Rio São Pedro nasce na Serra do Macabu, entre Macaé e Trajano de Moraes, a 1.200 metros de altitude, daí percorre, encachoeirado, o município de Macaé, até servir de limites entre este município e Conceição de Macabu por 15 Km, numa área em que o rio já é de planície ou aluvião, cercado de uma fértil e ampla baixada, onde predomina a agricultura intensiva de arroz e a criação extensiva de gado bovino. O rio São Pedro recebe de Conceição de Macabu dois riachos afluentes: o Santo Antônio e o São Jorge. Não muitos quilômetros adiante o São Pedro se uni ao rio Macaé como seu maior e mais significativo afluente.        

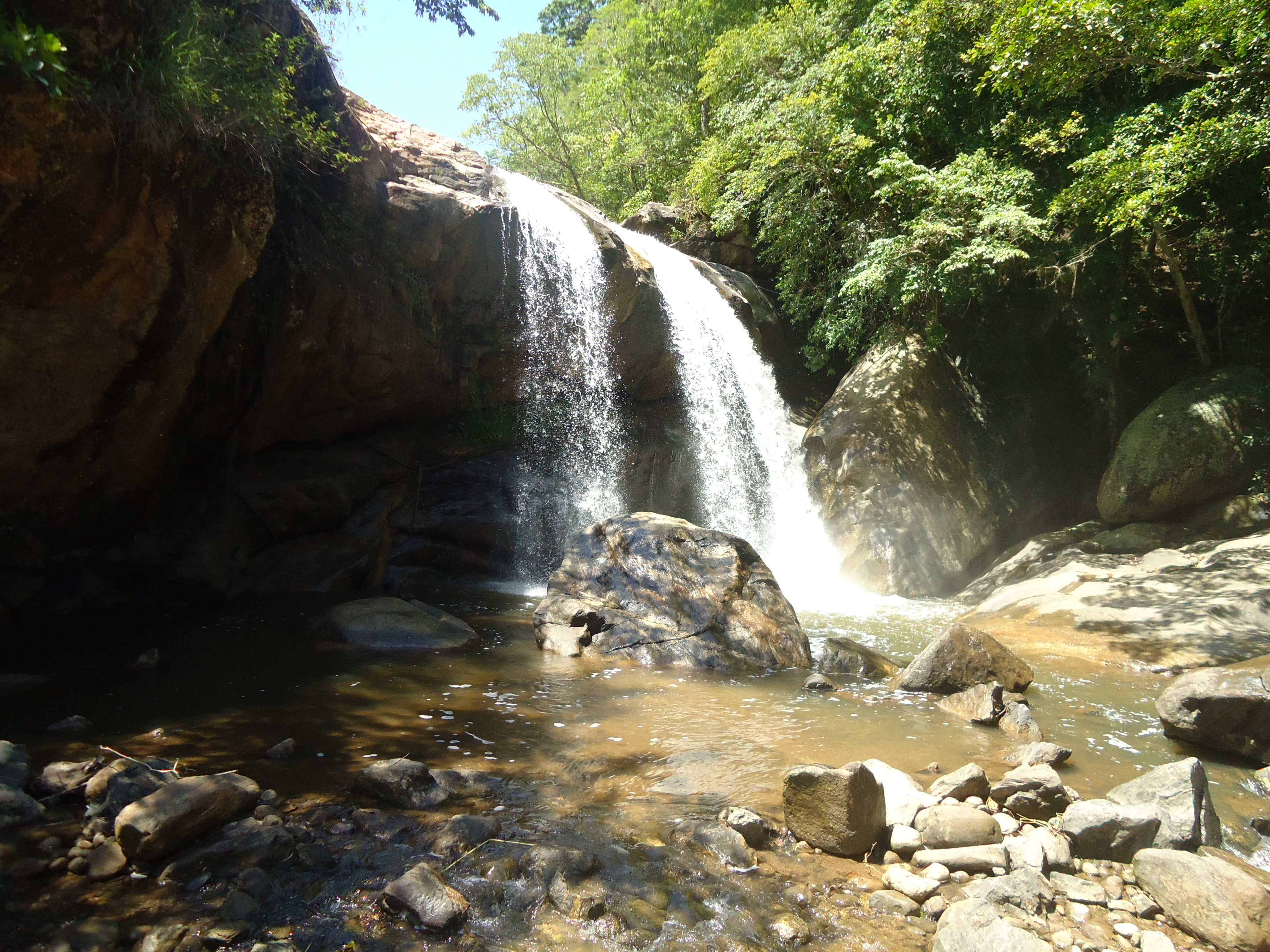
Mais conhecida cachoeira de Conceição de Macabu, Amorosa no Rio Carukango

### Clima
Dois tipos de Climas são registrados no Município, de acordo com os tipos de Relevo presentes:
- No Relevo da Parte Ocidental, mais montanhoso, propicia a formação de um clima Tropical Úmido de Altitude.

- Enquanto o clima Tropical predomina no Relevo da Parte Oriental, sendo este um tipo de relevo caracterizado pela Planície Litorânea.[23]
- Temperatura Média Anual: 22.3º C[28]
- Precipitação Pluviométrica Média: 1429 mm[28]fornecida pelo INPE para o município de Conceição de Macabufornecida pelo INPE para o município de Conceição de Macabu

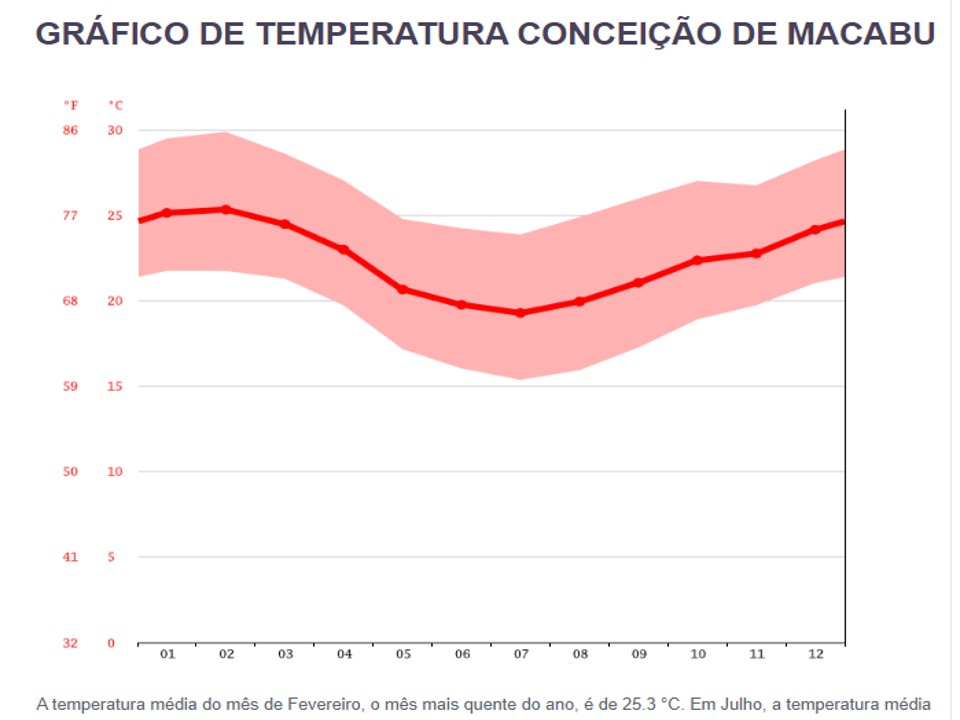
fornecida pelo INPE para o município de Conceição de Macabu

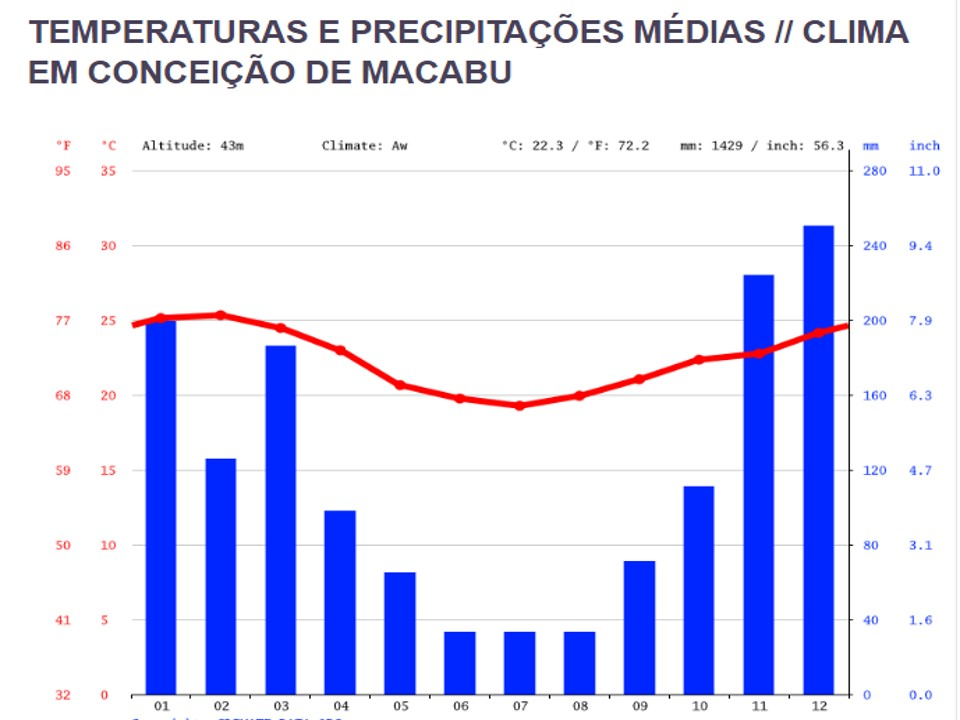
fornecida pelo INPE para o município de Conceição de Macabu

### Vegetação e fauna

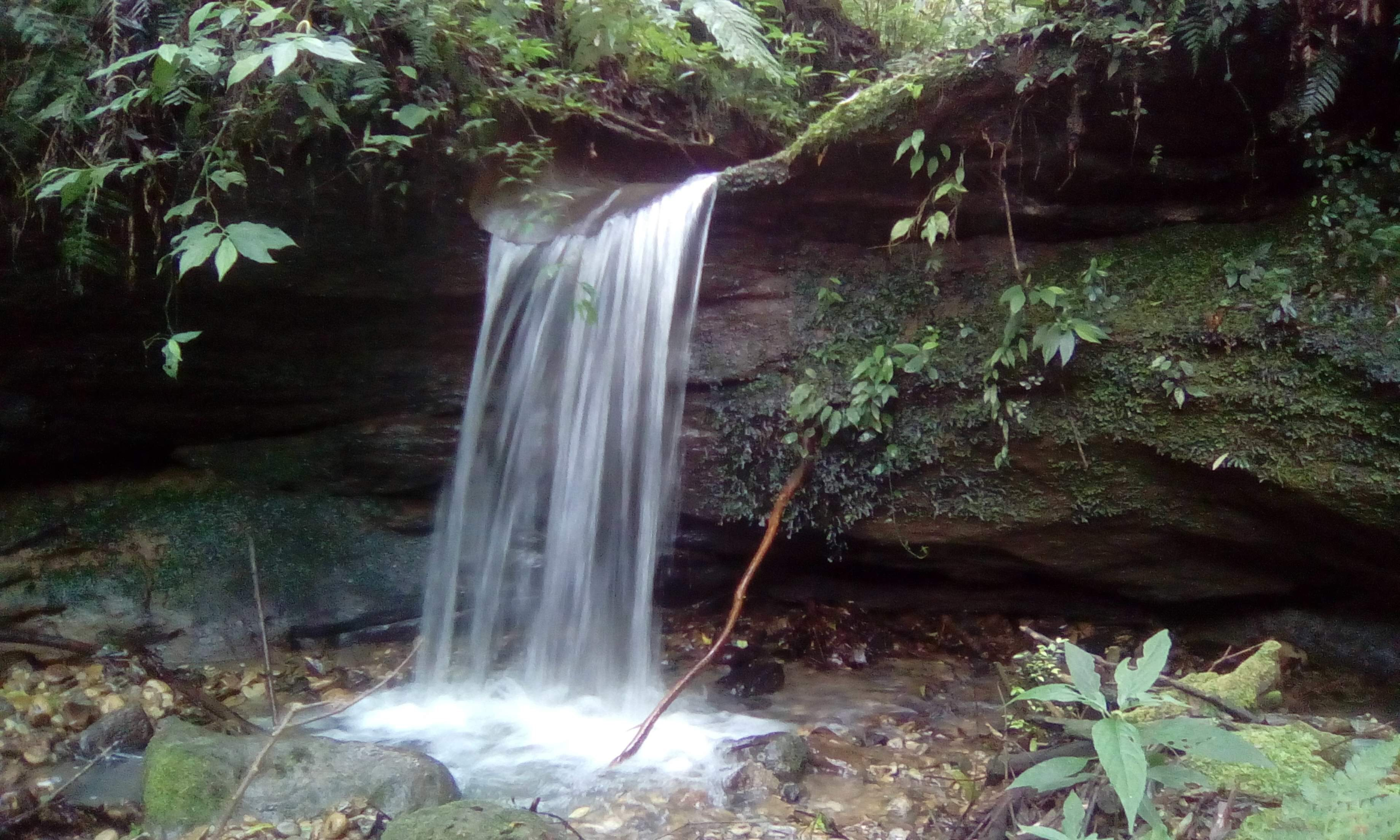
Cascata São Paulo, Córrego da Cachica, afluente do Rio Carukango

A vegetação predominante é a Mata Atlântica, com fauna típica da mesma. Entre 1985 e 2017, o êxodo rural e o declínio da atividade canavieira, provocaram um aumento da área verde no município, que subiu de 10.504 ha (28%) para 11.288 ha (33%).

### Solo
O tipo de solo predominante em quase 80% do município é o Latosolo, que aparece nos morros e montanhas. Tais solos são pobres em húmus, necessitando de adubação para serem cultivados, além de práticas de conservação, como curvas de nível, terraços, cobertura morta, adubação verde, etc. A pobreza em húmus do latosolo deve-se à ação contínua dos agentes erosivos, uma vez que este solo era coberto por densa vegetação e, com sua queima, desprotegido, teve sua camada de húmus carregada para o leito dos cursos hídricos, provocando seu assoreamento.
Outros 12% do município é ocupado por solos Hidromórficos, caracterizados pela excessiva umidade e fertilidade; no primeiro caso devido às altitudes baixas e à presença de rios e córregos, no segundo caso em consequência das cheias, que restabelecem a fertilidade dos solos de planície predominantemente Hidromórficos. A frequência cada vez menor de cheias, aliadas ao péssimo uso do solo para agropecuária, vem causando seu crescente empobrecimento.
Os recursos minerais do município foram, até hoje, pouco estudados, sendo certa a ocorrência de grafita, granito e mármore. Explorados mesmo, só areia, argila e pedras para construção civil.

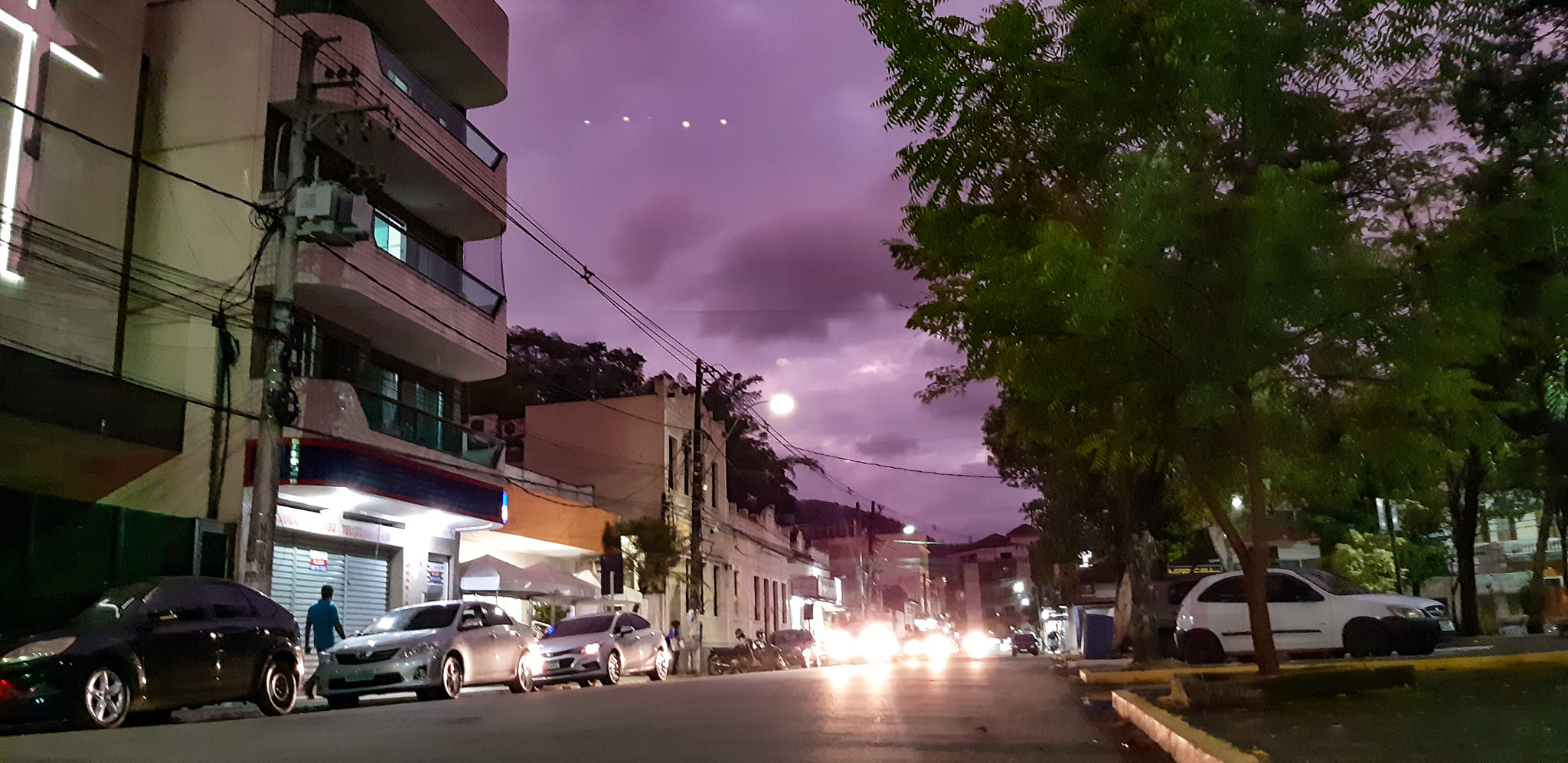
Foto de Daniel Ignácio mostrando vista noturna da Rua Coronel Etelvino Gomes ao lado da Praça Dr. José B. Tassara

## Subdivisão
O município foi formado pela união de dois distritos macaenses, razão pela qual sua divisão interna se mantém em dois distritos: o Primeiro Distrito, a sede, Conceição de Macabu; o Segundo Distrito, Macabuzinho.

## Bairros

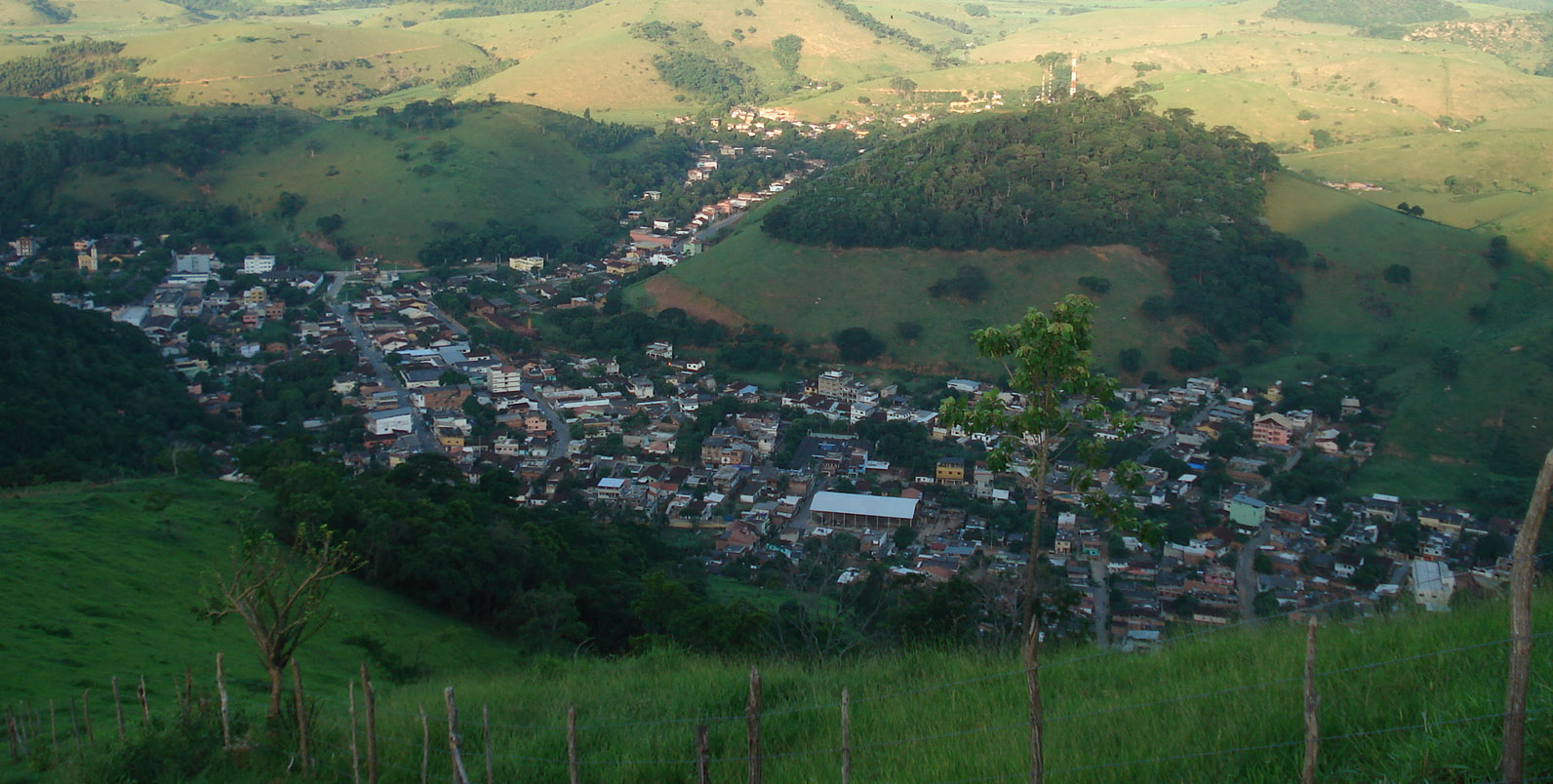
Bocaina

- BocainaNo perímetro urbano do primeiro distrito destacam-se os bairros da Bocaina, Vila Nova, Centro, Porto, Balancé, Rhódia, Usina, Garapa, Calçadinha, São Henry, Piteira, Porto Novo, Vila São José, Paraíso de Cima, Paraíso de Baixo, Mutirão e Tavares.[9]
- Na área rural do primeiro distrito temos as localidades da Amorosa, Carukango, Piabas, São João, São Domingos, Santa Maria, Santo Antônio, São José do Sossego, Curato de Santa Catarina, Rio do Meio, Poaia, Ponto Pinheiro, Procura, Palioca, Santo Agostinho, São Geraldo, Escura.[35]
- No perímetro urbano do segundo distrito, o destaque são os bairros[9] do Barata, Santa Catarina e Caju; enquanto as áreas rurais desse distrito são São Luís, Brejo dos Patos, Canudos, Vargem do Mundo e Capelinha do Amparo.[36]

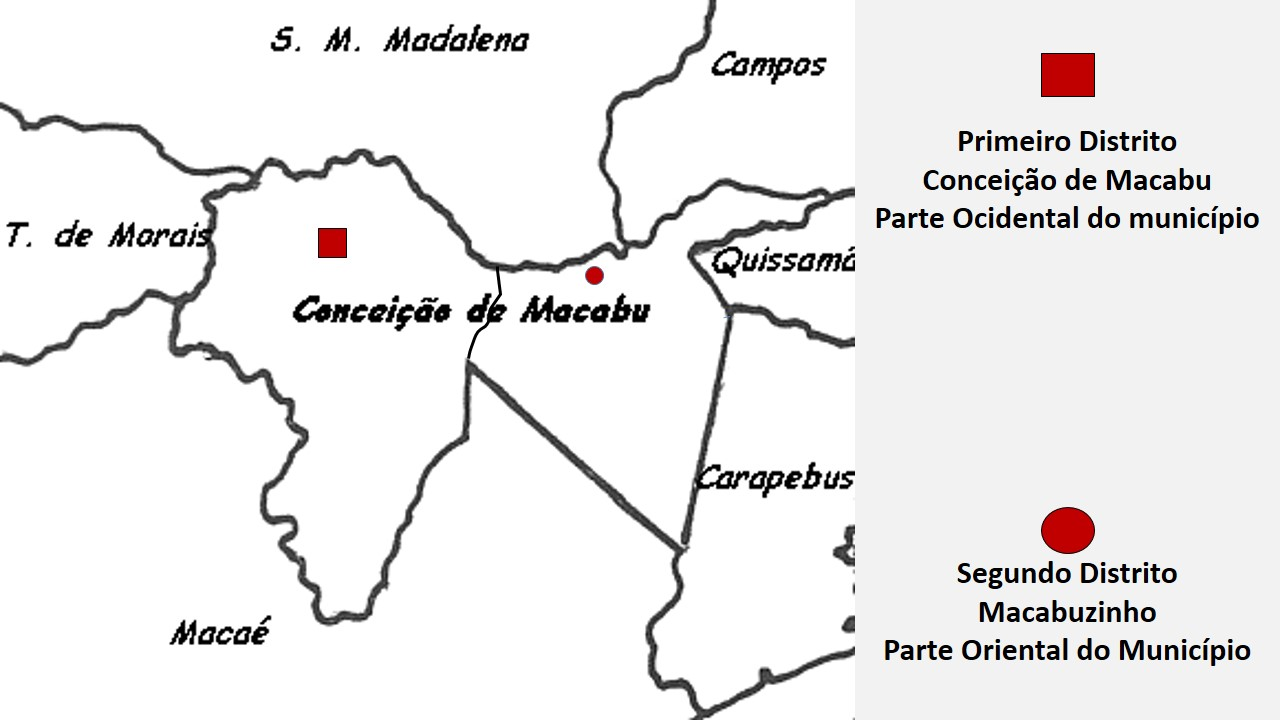
Território do município de Conceição de Macabu em sua divisão distrital

## História

### Povos originais
Índios dos grupos saruçus, coroados e goitacás estão entre os habitantes originais do município, segundo cronistas dos séculos XVII, XVIII e XIX, como Couto-Reys, Monsenhor Pizarro e J. Norberto Souza e Silva. Em geral eram nômades, vivendo de caça e pesca, estavam organizados em tribos, eram coletivista e igualitários. Apesar dos inúmeros objetos indígenas e faisqueiras encontradas no município, pouco se sabe sobre eles. Em geral, o grupo mais estudado, o dos goitacás, costuma servir de referência para os demais, embora pertencessem ao grupo Macro-Gê, enquanto os demais eram do grupo Tupi. As últimas notícias desses índios se referem aos saruçus e estão datadas de 1888.

### Início da colonização
Conceição de Macabu foi parte da Capitania de São Tomé, até ser doado em sesmaria aos Sete Capitães, militares portugueses que foram os primeiros exploradores europeus do Norte Fluminense. Com a divisão entre os sete capitães da sesmaria, as terras do município ficaram situandas na parcela do capitão Miguel Aires Maldonado. Isso não significou a exploração do território do município, que do século XVI ao XVIII permaneceu exclusivamente indígena, sem registro de exploração do interior até 1748.
Na segunda metade do século XVIII, por volta de 1748, os índios saruçus, habitantes do Sertão de Macabu, foram reunidos, aldeados e catequizados pelo missionário Antônio Vaz Pereira na Aldeia de Nossa Senhora das Neves e Santa Rita. Entretanto, conflitos com colonos levaram os saruçus a abandonarem a missão e retornarem ao Sertão do Macabu alguns anos depois, o que deu início a colonização da região, com a abertura de caminhos terrestres e fluviais.
No final do século XVIII e início do século XIX, uma crise na Missão de Nossa Senhora das Neves e Santa Rita, provocou a diáspora dos indígenas catequisados em direção ao vale do Rio Macabu. Paralelo ao retorno dos índios, sesmarias foram doadas na região de Macabu, iniciando a ocupação pelos não indígenas. Esse fato aliado a cafeicultura da região de Cantagalo, tornou o Vale do Rio Macabu local de acesso ao porto de Macaé, dinamizando a utilização dos Rios Macabu e São Pedro, levando abertura de portos fluviais e da Estrada Geral de Cantagalo.
Surgiram várias fazendas e as primeiras localidades, como São João de Macabu, Nossa Senhora da Conceição de Macabu, Ponto do Pinheiro Maia, Curato de Santa Catarina e Paciência do Macabu.
Nessa época a região assistiu três eventos que a marcariam para sempre: a visita do naturalista inglês Charles Darwin; o Quilombo do Carukango; e o caso da Fera de Macabu.

### Charles Darwin
O naturalista inglês Charles Darwin esteve hospedado e fez pesquisas em três fazendas do município de Conceição de Macabu, como descreveu em seu diário. Uma dessas fazendas, onde chegou no dia 12 de abril de 1831, pertencia ao capitão Manoel Joaquim de Figueiredo. A segunda fazenda, um pernoite, não há uma localização específica, mas especula-se a Fazenda São Manoel, hoje parte da localidade do Curato de Santa Catarina. A terceira fazenda, ponto final da viagem de Darwin ao interior fluminense, pertencia ao cidadão irlandês Patrick Lennon e, localizava-se nas proximaidades da localidade da Palioca, estendendo-se até o Rio Macabu, ou seja, englobando até mesmo a cidade de Conceição de Macabu.
Darwin desenvolveu várias pesquisas, fez diversas observações e coletou centenas de animais e plantas na região de Macabu, com destaque para um raro peixe, um tipo de piaba ou lambari, hoje no Museu de História Natural da Universidade de Cambridge.

### O Quilombo do Carukango
Entre 1819 e 1831 a região entre Conceição de Macabu e Macaé sediou um quilombo que ficou conhecido na literatura histórica e tradição oral como Quilombo do Carukango, nome do seu líder, o africano Carukango, cujo nome de batismo cristão era Antônio Moçambique. Segundo o livro Evocações – Crimes Célebres em Macahé, a mais antiga narrativa sobre o evento, o quilombo foi duramente combatido e seu líder, após uma falsa rendição, foi executado e seu corpo barbarizado.
Nos últimos anos, além da fonte literária já descrita, inúmeros documentos originais, como Autos de Devassa, Registros de Óbitos e Registros de Terras, tem colaborado para confirmação das informações descritas no livro Evocações.

### Fera de Macabu

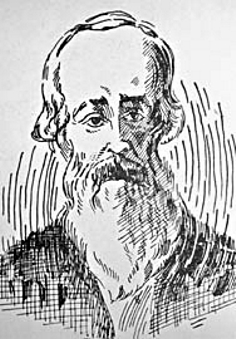
Manoel da Motta Coqueiro - Fera de Macabu

Manoel da Motta Coqueiro possuía duas fazendas em Conceição de Macabu, as propriedades denominadas Bananal e Carrapato, sendo a primeira na região de Santa Catarina e a segunda, na região de Macabuzinho.
Na Fazenda Bananal, em 1852, uma chacina dizimou uma família de oito pessoas, levando a prisão e condenação de Motta Coqueiro à morte, apesar do processo irregular, sem provas, confissões e valendo-se de depoimentos dos escravizados do próprio acusado, o que era ilegal à época.
Apesar dos apelos, inclusive ao imperador Dom Pedro II, a pena foi mantida e a execução efetuada em 6 de março de 1855, no Largo do Rossio, em Macaé, sede do município ao qual Conceição de Macabu pertencia.

### Freguesia de Nossa Senhora da Conceição de Macabu
O crescimento da economia, da população e da importância da região levou a criação da Freguesia de Nossa Senhora da Conceição de Macabu, pela Lei Provincial 812 de 6 de outubro de 1855. As mesmas particularidades trouxeram para região o ramal ferroviário da Companhia Estrada de Ferro Barão de Araruama em 1878, dinamizando ainda mais o povoamento da região, que triplicaria sua população em menos de 5 anos. No ano de 1890, o ramal ferroviário da companhia foi repassado à Estrada de Ferro Leopoldina, sendo a partir daí, responsável por todo o transporte de cargas e de passageiros da região.

### Primeira Emancipação (1891-1892)

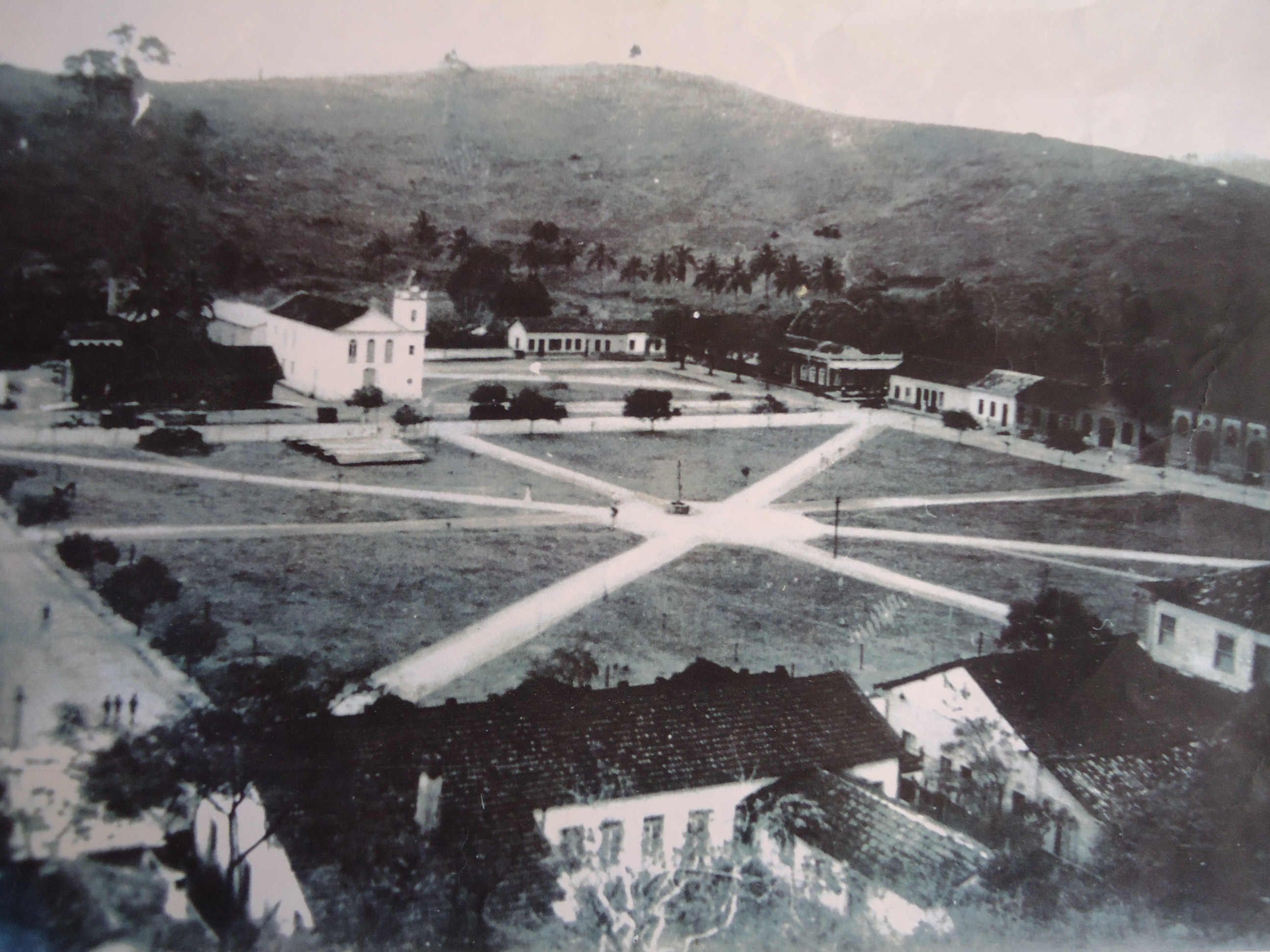
Vista parcial da Praça 1º de Maio, hoje Praça Dr. José Bonifácio Tassara, região central de Conceição de Macabu, Estado do Rio de Janeiro, em 1891

Após a Proclamação da República, sob o governo estadual de Francisco Portela, foram criados diversos municípios no Estado do Rio de Janeiro. Nesse contexto, em 1891, Conceição de Macabu, que pertencia a Macaé, foi emancipado pela primeira vez, tornando-se a Vila de Macabu pelo Decreto Estadual 205 de 1 de maio de 1891, tendo como segundo distrito o Curato de Santa Catarina.
Entretanto, com a renúncia do Presidente da República, o Marechal Deodoro da Fonseca e a consequente queda de seus aliados, como o governador do Estado, Francisco Portela, seu sucessor no governo estadual, Carlos Baltazar de Oliveira, extinguiu vários municípios, dentre eles, a Vila de Macabu, que durou menos de um ano, sendo extinto pelo Decreto Lei 52, de 29 de abril de 1892, voltando a ser anexado a Macaé, dessa vez, como seu 5º distrito.

### O alvorecer do Século XX

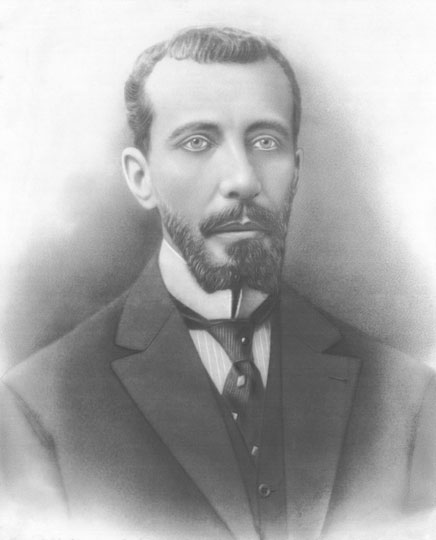
Coronel Nestor Gomes, nascido na Bocaina, Conceição de Macabu, foi prefeito interino de várias cidades, governador e senador pelo Estado do Espírito Santo

No alvorecer do século XX, o café aliado a crescente produção de açúcar, tornou o distrito de Conceição de Macabu o mais importante do município de Macaé. Tal importância se fazia não apenas no campo econômico, mas também, no campo social e político, com diversos macabuenses se destacando a nível estadual e nacional, como o coronel Nestor Gomes, a cantora Ângela Maria, juristas e políticos como os irmãos Sylvio, Macário e Aloysio Picanço, Milne Ribeiro; médicos e políticos como os irmãos Barbosa Moreira, com Dermeval, Waldi e Water. No cinema com Eliezer Gomes, nos esportes com Policarpo Ribeiro e Cleóbulo Faria. Mostrando a importância de Macabu além da economia, mas também nos campos da Saúde, Política, Artes, Esporte e Direito.

### Imigração Japonesa
Apesar de ter recebido muitos imigrantes, das mais diversas origens, como portugueses, franceses, belgas, espanhóis, alemães, italianos, sírios, libaneses, tchecos, sérvios, turcos e suíços, além de africanos das mais diversas regiões da África, em 1907, um grupo de colonos japoneses tentou por cinco anos implantar uma colônia agrícola na Fazenda Santo Antônio. Essa colônia, estabelecida antes do navio Kasato Maru chegar ao Brasil, foi o primeiro caso de colonização intensiva de cidadãos japoneses em solo brasileiro. Liderados por um ex-juiz, Saburo Kumabe, os colonos chegaram a plantar arroz, com duas colheitas ao ano. Entretanto, o isolamento da fazenda, as diferenças culturais, epidemias de malária e a falta de aptidão do grupo de colonos com a Agricultura resultaram no fracasso da colônia em 1913.

### Usina Conceição, Fazenda Modelo e Educandário Agrícola
Em 1913, o industrial francês Victor René Sence, inaugurou a Usina Conceição, rebatizada em 1943 de Usina Victor Sence. A usina, inicialmente produtora de açúcar, tornou-se também fabricante de álcool etílico, acetato de butila, butanol e acetona. Enquanto existiu, foi a maior fonte de empregos e progresso do município, mas, em crise no final dos anos 80 e início dos 90, encerrou suas atividades em 1993, deixando milhares de desempregados.  Outra importante ocorrência dessa época, foi, em 1923 a inauguração da Fazenda Modelo Wenceslau Bello e o Educandário Presidente Pedreira. A fazenda modelo destinava-se a testar e produzir gêneros que pudessem substituir o café, já em crise naquela ápoca, sendo responsável por experiências com bicho da seda, algodão, batata, eucalipto e sabiá. Já o educandário agrícola recebia alunos em risco social em sistema de internato.

### Segunda Emancipação (1952)

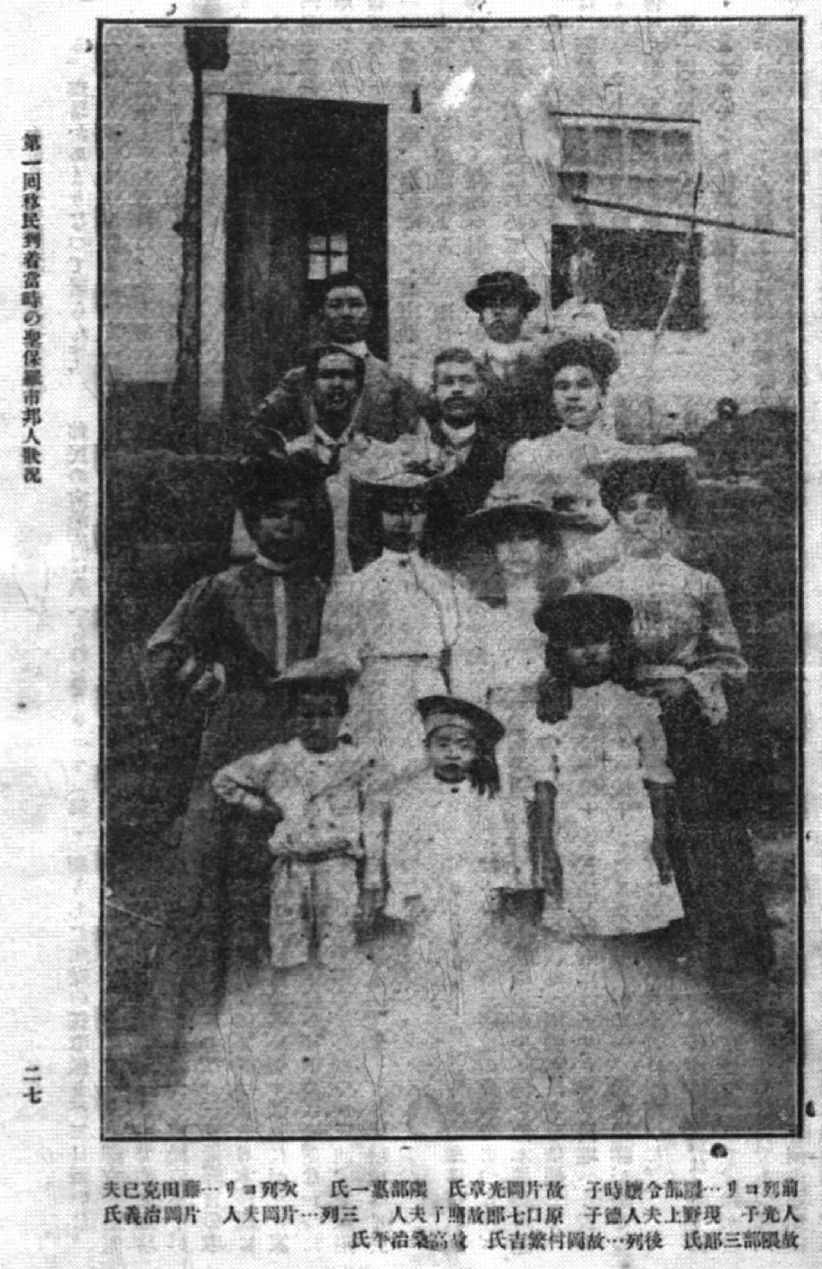
Liderados por Saburo Kumabe, um grupo de 12 colonos japoneses chegou a Conceição de Macabu em 1907 para se tornarem os pioneiros da colonização japonesa no Brasil.

Nos anos de 1946 a 1952 os macabuenses se organizaram, lutaram e conseguiram, as custas de grande mobilização popular, a emancipação em relação a Macaé. Tal conquista foi possível, primeiro, pelo fato do Brasil ter uma nova Constituição, que deu mais poderes à população, tornando a criação de novos municípios uma junção de requisitos técnicos (exigência de população, território, renda, etc.), com a vontade da área que se emancipava, expressa através de um plebiscito popular.
A população organizou a Comissão pró-Emancipação de Conceição de Macabu, que reuniu as informações necessárias para a que a Assembleia Legislativa do Estado do Rio de Janeiro, em 1951, convocasse um plebiscito nos distritos macaenses de Conceição de Macabu (5º Distrito) e Macabuzinho (10º Distrito) sobre a emancipação.
Após um plebiscito pioneiro, unânime em Conceição de Macabu, com apenas seis votos contrários em Macabuzinho, a Lei Estadual 1438 de 15 de março de 1952 criou o município de Conceição de Macabu, tendo Macabuzinho como segundo distrito.

### Conceição de Macabu: Capital do Estado do Rio de Janeiro

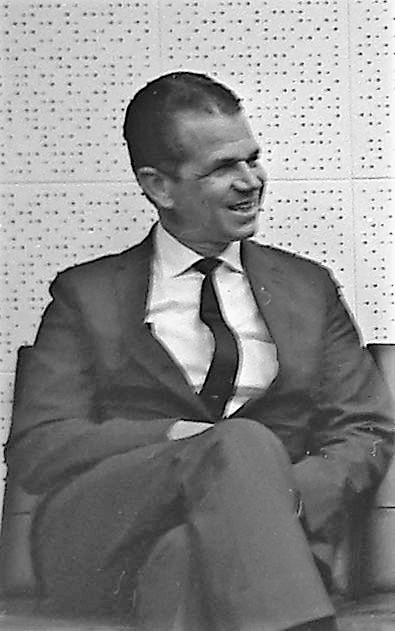
Governador Jeremias de Matos Fontes, que durante uma semana governou o Estado tendo como capital a cidade de Conceição de Macabu,

Em 1966 após a indústria química Rhódia S.A. desistir de se instalar em Conceição de Macabu alegando falta de estruturas básicas, como abastecimento de água e a pavimentação da RJ-182, na época não asfaltada, políticos locais convidaram o então governador do Estado, Geremias de Matos Fontes, para transferir a sede do governo estadual de Niterói para Conceição de Macabu, no sentido de mostrar-lhe as demandas do município.
Em julho de 1967, o governador e todos os secretários geriram o Estado do Rio de Janeiro a partir de Conceição de Macabu durante uma semana, tornando a cidade capital do Estado nesse período. Na ocasião o Palácio do Ingá, sede da governadoria em Niterói, foi transferido para a Casa do Diretor no Educandário Rego Barros, enquanto as demais secretarias ocuparam pavilhões da mesma instituição, escolas municipais e estaduais e o Clube Recreativo Macabuense.

### Fechamento da Usina Victor Sence

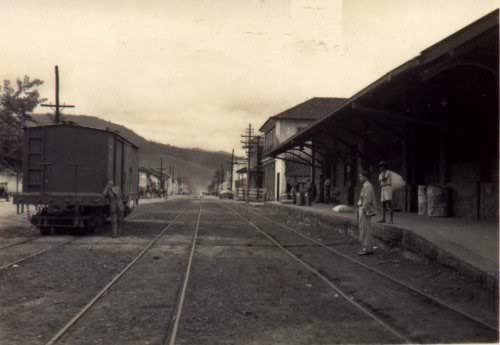
Avenida Victor Sence vista a partir da Estação Ferroviária em 1949

Nos anos seguintes o município vivenciou momentos de grande prosperidade econômica até os anos de 1980 com a crise da economia canavieira no Norte Fluminense, culminando na falência da maior empresa do município, a Usina Victor Sence em 1993, gerando uma grande quantidade de desempregados e êxodo rural.
A falência da Usina também culminou na desativação da Estação Ferroviária de Conceição de Macabu, ponto de abastecimento dos trens cargueiros da empresa durante as safras de cana, embora já não fosse mais utilizada para passageiros desde os anos 60.

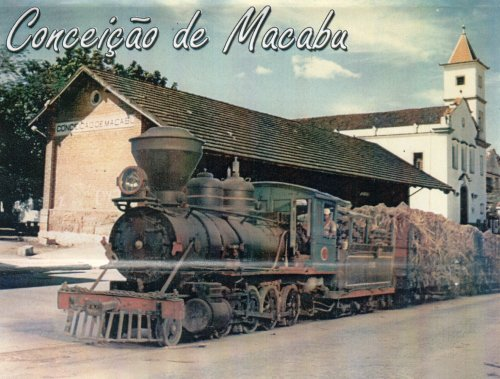
Locomotiva na Estação Ferroviária de Conceição de Macabu em 1990. Foto e edição de Emerson Machado Costa.

Com a desativação da estação de trens e do trecho restante do ramal ferroviário que cortava o município e movimentava a economia local, os trilhos foram retirados em seguida.

## Política

### Intendentes (1891 a 1892)
Intendente era a denominação dos administradores municipais até 1930, equivalente ao cargo de prefeito, só que não era eleito para o cargo, mas, escolhido entre um dos vereadores do município. Vigorou no período Imperial e início da República, muitas vezes era um cargo nomeado pelo governo da Província ou do Estado, como ocorreu com todos os Intendentes de Conceição de Macabu durante a Primeira Emancipação (1891-1892). Foram eles:
- José da Natividade e Castro e José da Natividade e Castro - 07/05/1891 a 01/07/1891 – Primeiro Intendente da Vila de Macabu – 1ª Emancipação (1891 a 1892);[73]
- Coronel Antônio Ignácio Valentim – 01/07/1891 a 15/07/1891 – Intendente;[73]
- Francisco José da Silva Peçanha – 15/07/1891 a 15/09/1891 – Intendente;[73]
- Evaristo Morais da Silva Ribeiro – 15/09/1891 a 29/04/1892 – Último Intendente, em seguida o Município foi extinto e reanexado a Macaé;[73]

### Prefeitos (1952-2021)
Prefeito é a denominação do administrador municipal, instituído em todo Brasil a partir de 1930. Via de regra os prefeitos são eleitos diretamente, sendo que, em caso de vacância do cargo, o mesmo é substituído pelo vice-prefeito ou presidente da câmara municipal. O primeiro prefeito de Conceição de Macabu, eleito em 1952, não tinha vice-prefeito, pois tratou-se de uma gestão que deveria ser substituída pelo novo prefeito, eleito em 1954, seguindo o calendário eleitoral do país. Foram eles:
- Rozendo Fontes Tavares[78] - Prefeito entre 1953-1955;[79]
- Francisco Barbosa de Andrade (Chico Tobias) - Prefeito; Lovaim Tavares Ribeiro - vice-prefeito; Mandato de 1955 a 1959;[79]
- Rozendo Fontes Tavares - Prefeito; Luís Dias de Oliveira - vice-prefeito; Mandato de 1959 a 1962;[80]
- João Barbosa Moreira[81] - Presidente da Câmara, exerceu mandato tampão de 22/08/1962 a 02/02/1963;[80]
- Jorge Armando Figueiredo Enne - Prefeito; Hélio de Araujo – vice-prefeito; Mandato de 1963 a 1967;[79]
- João Barbosa Daumas - Prefeito; Rozendo Fontes Tavares - vice-prefeito; Mandato de 1967 a 1971;[79]
- Archimedes Custódio Barreto[82] - Prefeito; José Miltonsiles Ornellas Gomes - vice-prefeito; Mandato de 1971 a 1973;[79]
- Délcio Pontes Pacheco - Prefeito; José da Silva Magalhães - vice-prefeito; Mandato de 1973 a 1977;[79]
- Sílvio Soares Tavares - Prefeito; Francisco Ferreira do Cabo - vice-prefeito; Mandato de 1978 a 1983;[79]
- José Sebastião de Castro[83] - Prefeito; Archimedes Custódio Barreto - vice-prefeito; Mandato: 1983 e 1988.[79]
- Leopoldo Cesar da Silva - Prefeito; Ercínio Pinto de Souza - vice-prefeito; Mandato de 1989 a 1992;[79]
- José Sebastião de Castro - Prefeito; Germano Tavares de Castro - vice-prefeito; Mandato de 1993 a 1996;[79]
- Ercínio Pinto de Souza - Prefeito; Nilo Siqueira; Mandato de 1997 a 2000;[79]
- Marcos Paulo Cordeiro Couto - Presidente da Câmara, exerceu mandato tampão[84] entre 10-10-2000 e 31-12-2000;[79]
- Cláudio Eduardo Barbosa Linhares - Prefeito; Marcos Paulo Cordeiro Couto - vice-prefeito; Mandato de 2001 a 2004;[79]
- Cláudio Eduardo Barbosa Linhares - Prefeito; José Benício Lopes Lima - vice-prefeito; Mandato de 2005 a 2008;[85]
- Lídia Mercedes de Oliveira Soares[86] - Prefeita; Valmir Tavares Lessa - vice-prefeito; Mandato de 04 a 18 de julho de 2005;[85]
- Lídia Mercedes de Oliveira Soares - Prefeita; Reginaldo Rangel - vice-prefeito; Mandato de 2009 a 2012;[79]
- Lídia Mercedes Oliveira Soares - Prefeita; Marcos Paulo Cordeiro Couto - vice-prefeito; Mandato de 01-01-2013 a 20-11-2013;[79]
- Cláudio Eduardo Barbosa Linhares[87][88]- Prefeito; Luciano Leal Tavares - vice-prefeito; Mandato de 21-11-2013 a 22-11-2013;[89]
- Lídia Mercedes Oliveira Soares - Prefeita; Marcos Paulo Cordeiro Couto - vice-prefeito; Mandato de 22-11-2013 a 26-11-2013;[79]
- Cláudio Eduardo Barbosa Linhares[87][88][90]- Prefeito; Luciano Leal Tavares - vice-prefeito; Mandato de 26-11-2013 a 31-12-2016;[89]
- Cláudio Eduardo Barbosa Linhares – Prefeito; Hélio Lima Guerhard – vice-prefeito; Mandato de 2017 a 2020;[79]
- Hélio Lima Guerhard – Vice-prefeito em Exercício[91] entre 14/02/2020 a 15/03/2020;[79]
- Valmir Tavares Lessa[92] - vice-prefeito eleito em 2020, assumiu com o falecimento do prefeito eleito, Dr. José Sebastião de Castro;[93]

### Poder legislativo
O Poder Legislativo é representado pela câmara municipal, composta por onze vereadores com mandato de 4 anos. Cabe aos vereadores na Câmara Municipal de Conceição de Macabu, especialmente fiscalizar o orçamento do município, além de elaborar projetos de lei fundamentais à administração, ao Executivo e principalmente para beneficiar a comunidade.
Durante a Primeira Emancipação (1891-1892), a Câmara tinha 5 vereadores, sendo que um deles respondia também pela Intendência. De 1952 até 1967 eram 7 vereadores, a partir daí e até 1988, eram 9 vereadores, número que foi ampliado para 11 há 10 anos.
A atual presidente da Câmara Municipal é a vereadora Nathália Braga, do PSDB.

## Cultura e Turismo
Segundo o Mapa de Cultura do Estado do Rio de Janeiro,  a Cultura e o Turismo no município se fundem, tendo funções exclusivas ou mesclando interesses culturais e turísticos.

### Espaços Culturais

#### Casa de Seresta
Inaugurada em 15 de março de 2008, a Casa da Seresta é o ponto de encontro dos músicos macabuenses. Antes dela, eles se reuniam em botecos, calçadas e varandas de casas seresteiras nos encontros semanais dedicados ao gênero musical mais tradicional de Conceição de Macabu.

##### Praça Dr. José Bonifácio Tassara

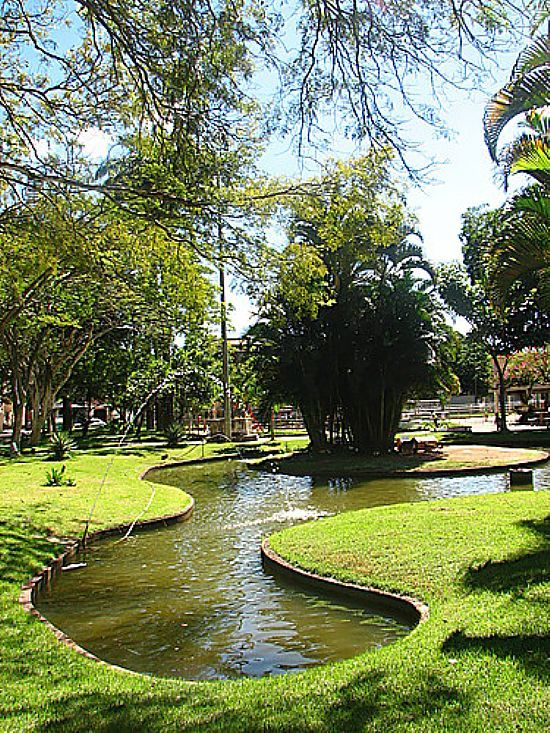
Lago da Praça Dr. José Bonifácio Tassara

Praça central da cidade, ocupa um espaço de mais de 10.000 m², mesclando área verde, lago, parque, busto, área de esportes, etc. Seu nome é uma homenagem ao médico José Bonifácio Tassara, benfeitor da cidade e residente numa sola ao lado da praça.

##### Casa de Cultura Professor Adelino Antônio de Campos Tavares

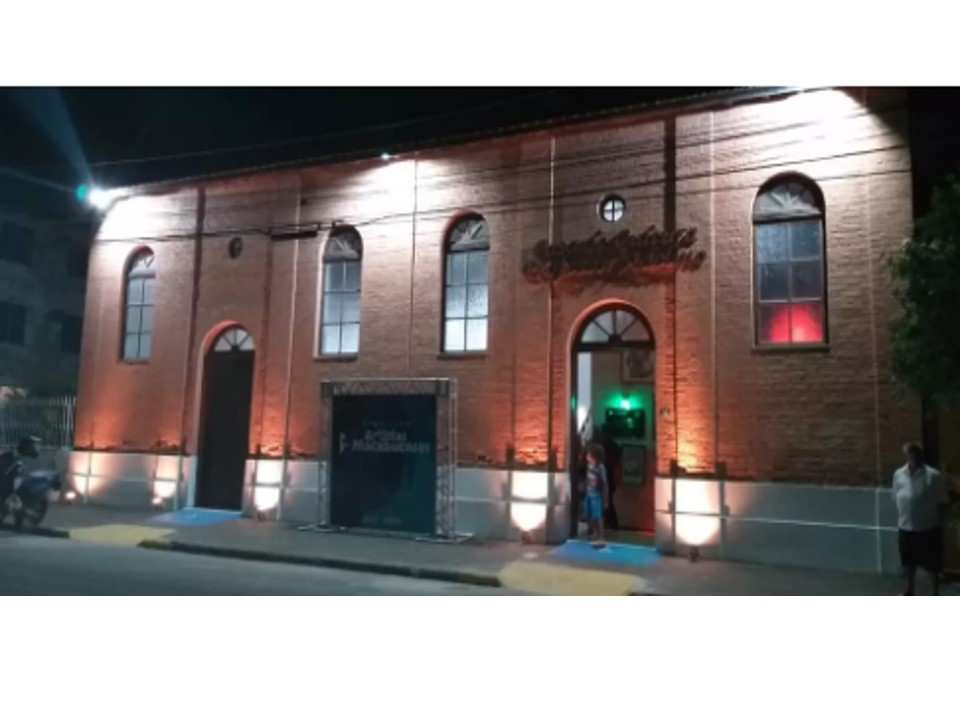
Casa de Cultura Professor Adelino Antônio de Campos Tavares

Criada em 2004, a Casa de Cultura funciona em um prédio que abrigou uma unidade de beneficiamento de grãos. No espaço de amplas instalações são realizados encontros culturais e exposições.

##### Museu Sociorreligioso Dom Clemente José Isnard

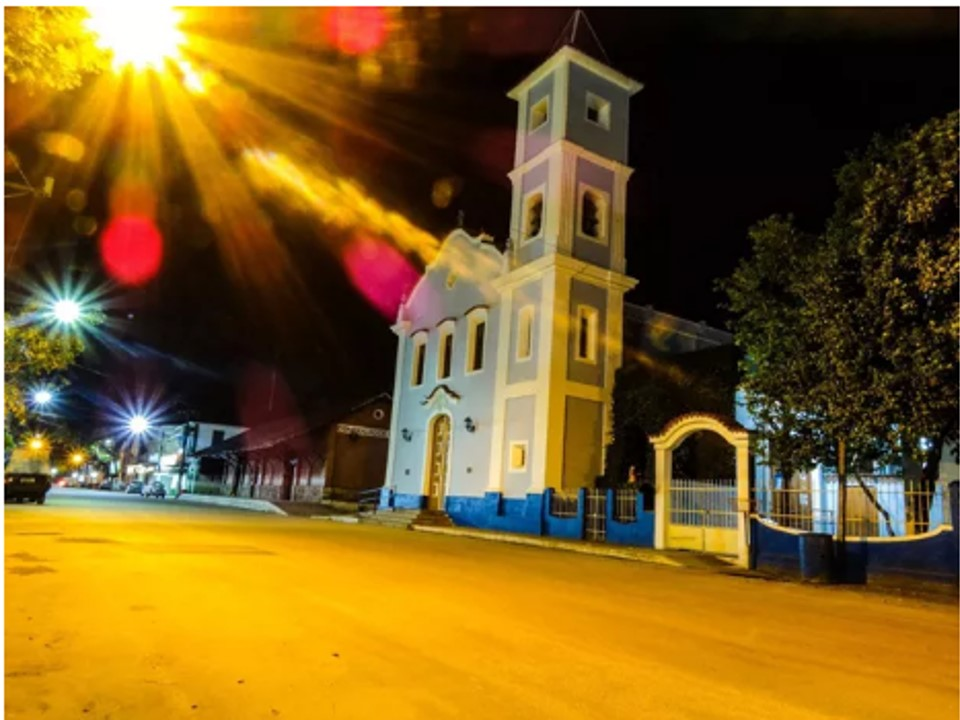
Igreja Matriz de Nossa Senhora da Conceição

Fundado em 8 de setembro de 2007 pelo padre Luiz Cláudio Azevedo de Mendonça, o museu é mantido pela Paróquia de Nossa Senhora da Conceição e preserva importantes acervos histórico-religiosos, incluindo imagens, objetos, paramentos, móveis e documentos. O museu funciona no prédio da antiga Estação Ferroviária. Imagens, santos e objetos sacros já constam do inventário de Arte Sacra Fluminense-Norte/ Noroeste, do INEPAC.

##### Espaço Cultural Antônio Carlos Figueiredo
O Anexo da Câmara Municipal é considerado um importante espaço cultural da cidade. O auditório é o principal palco para apresentações artísticas e reuniões culturais, palestras e seminários. Entre outras manifestações culturais, abriga eventos de música, em especial as apresentações dos alunos da Escola Municipal Macabuense de Música e Arte.

### Manifestações da Cultura Material e Imaterial

#### Grupo Clave de Sol
Considerado um importante celeiro de novos talentos musicais, o município de Conceição de Macabu mantém mais viva do que nunca a tradição da seresta. Na esteira do codinome "Cidade da Seresta do Norte Fluminense", um naipe de antigos músicos ajuda a preservar e difundir o gênero. Ao mesmo tempo, respalda a nova geração de instrumentistas de corda e sopro em formação. O melhor exemplo é o Grupo Clave de Sol, cria da Escola Macabuense de Música e Arte, que já começa a conquistar seu espaço.

#### Grupo Lua Cheia
Em Conceição de Macabu, a seresta é uma paixão. Desde 1979, o Grupo Lua Cheia reúne músicos que preservam e difundem a tradição local da seresta.

#### Quilombo do Carukango
Maior e mais famoso quilombo da região, foi liderado pelo escravizado Carukango.

#### Fera de Macabu
Acusado de ser o mandante da morte de oito pessoas, Manoel da Mota Coqueiro, a Fera de Macabu, foi condenado à morte num dos julgamentos mais polêmicos de nossa História.

#### Tatuí, pacopaco, rosquinha, biju, pão de milho, malassada...
Várias manifestações culturais macabuenses estão relacionadas à culinária, em geral, envolvendo açúcar, milho, mandioca, ovos, trigo e manteiga. O tatuí por exemplo é um tipo de rosquinha feita há mais de 130 anos em Conceição de Macabu. Já o pacopaco é uma espécie de gemada.

#### Manteiga Macabuense, doce de leite, queijos e requeijão
Como setor de laticínios é forte na cidade, a mesma especializou-se em produtos relacionados ao leite, como a excelente Manteiga Macabuense.

##### Tradições Orais
Do falar típico do macabuense vêm palavras como cabrunco, romper, pocar, solina, cobreloa, xiita, lamparão, dijahoje, dijahojinho, ibar, humhum, estopô, estrupício, malocar, catirina, etc. De origens diversas, com significados dos mais abrangentes, algumas como cabrunco, por exemplo, tem abrangência regional. Outras como cobreloa e catirina são de uso quase exclusivo da população macabuense.

##### Festas Populares
Carnaval, Festa da Padroeira Nossa Senhora da Conceição, Aniversário da Cidade, Exposição Agropecuária, Encontro Estadual dos Seresteiros, Encontro de Motociclistas, Boi Pintadinho, Encontro Estadual de Bandas e Fanfarras, são algumas das festas de maior popularidade na cidade e região.

### Turismo
O Turismo se baseia nos aspectos naturais do município, como o constituído por montanhas, planícies, florestas e rios, e, por tradições festivas e culturais, como:
- Festas Populares - de caráter religioso ou não, como já citado;
- Festa de Nossa Senhora da Conceição - de todas as festas populares é a mais relevante por sua tradição de mais de 150 anos e pela fusão de caracteristicas culturais e turísticas. É comemorada no dia 08 de dezembro.
- Cachoeira da Amorosa - por sua beleza já seria considerada importante atração turística, e nesse quesito está entre dez mais bonitas do Estado do Rio de Janeiro,[109] porém, é cheia de lendas e histórias que fazem dela ainda mais interessante. Distante 12 Km do centro da cidade nas margens do rio Carukango.
- Cachoeira da Fumaça - situada no Rio Macabu, não muito distante da Cachoeira da Amorosa, trata-se de uma bela queda d'água, porém, de acesso mais difícil que a Amorosa.[110]
- Mirante da Parabólica - de fácil acesso pelo bairro da Subida Balança, tem pouco menos de 200 metros, de onde o visitante pode vislumbrar o Centro da cidade e os bairros da Bocaina, Garapa e Usina.[110]
- Praça Dr. José Bonifácio Tassara - como já citado, maior praça do município, guardando aspectos históricos, recreativos e esportivos.[97]
- Igreja Matriz de Nossa Senhora da Conceição - construção centenária, é, além de belo, importante edificação representativa da História do município.[111]
- Estação Ferroviária - construção emblemática, ícone de Conceição de Macabu, foi concluída em 1878, tendo telhas francesas (Roux Ferrer), ferragens inglesas (Manchester Co.) e madeira de pinho de Riga.[112]
- FLIMAC - Feira Literária de Conceição de Macabu[113][114].
- Festival Gastronômico de Conceição de Macabu[115].
- Curta Macabu - Festival de Curtas Metragens de Conceição de Macabu[116].

Cartaz da III Feira Literária de Conceição de Macabu em 2019

## Filhos ilustres

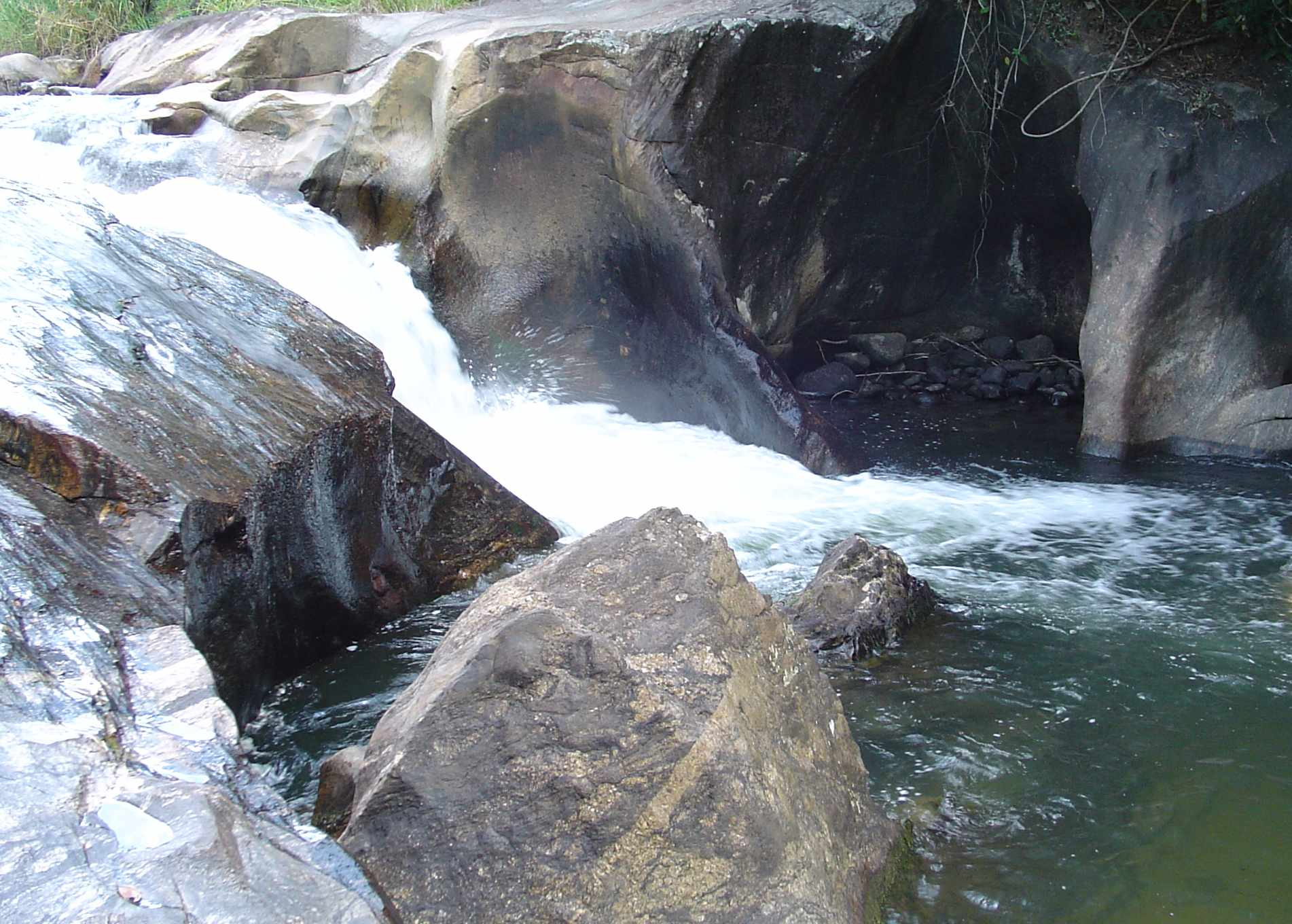
Cachoeira da Amorosa

- Ver Biografias de macabuenses notórios